# Diocesi di Arca di Fenicia

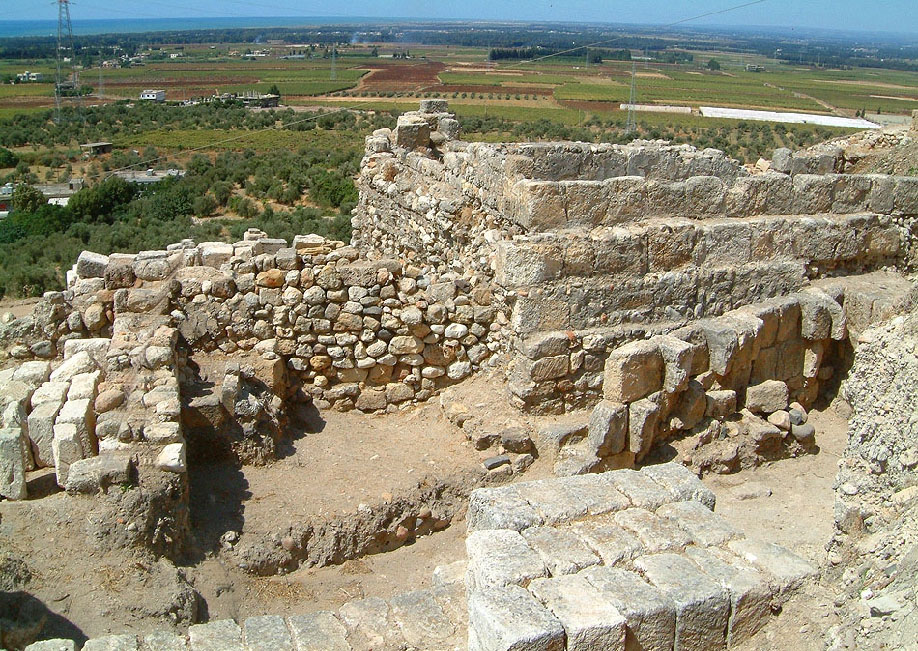
Il sito archeologico di Tell Arqa, l'antica Arca di Fenicia.

La diocesi di Arca di Fenicia (in latino Dioecesis Arcena in Phoenicia) è una sede soppressa del patriarcato di Antiochia e una sede titolare della Chiesa cattolica.

## Storia
Arca di Fenicia, corrispondente al sito archeologico di Tell Arqa in Libano, è un'antica sede vescovile della provincia romana di Fenicia Prima nella diocesi civile d'Oriente. Faceva parte del patriarcato di Antiochia ed era suffraganea dell'arcidiocesi di Tiro, come attestato da una Notitia episcopatuum del VI secolo.
Sono diversi i vescovi documentati di Arca di Fenicia. Luciano sottoscrisse la professione di fede nicena nel sinodo di Antiochia del 363. Alessandro prese parte al primo concilio ecumenico di Costantinopoli nel 381. Secondo lo storico greco Socrate Scolastico, il vescovo Reverenzio fu trasferito dalla sede di Arca a quella metropolitana di Tiro. Marcellino fu tra i padri del concilio di Efeso nel 431. Epifanio partecipò al sinodo di Antiochia del 445 che giudicò l'operato del vescovo Atanasio di Perre. 
Durante il concilio di Efeso del 449 fu questione del vescovo Timoteo, imposto da Domno di Antiochia sulla cattedra di Arca, contro il diritto canonico dell'epoca. Lo stesso Timoteo, menzionato come "vescovo palestinese", è ancora presente in alcuni sinodi permanenti di Costantinopoli di novembre 448 e aprile 449 che trattarono dell'ortodossia del monaco Eutiche.
Eraclito si fece rappresentare al concilio di Calcedonia del 451 dal suo metropolita Fozio di Tiro; e sottoscrisse nel 458 la lettera dei vescovi della Fenicia Prima all'imperatore Leone dopo la morte di Proterio di Alessandria. A Calcedonia era presente un altro vescovo di Arca, imposto su questa sede da Eustazio di Berito. Infine, un anonimo vescovo di Arca fu deposto da Severo di Antiochia nel 518 o poco prima.
Dal 1933 Arca di Fenicia è annoverata tra le sedi vescovili titolari della Chiesa cattolica; la sede è vacante dal 17 gennaio 1981.

## Cronotassi

### Vescovi greci
- Luciano † (menzionato nel 363/364)
- Alessandro † (menzionato nel 381)
- Reverenzio † (nominato arcivescovo di Tiro)
- Marcellino † (menzionato nel 431)
- Epifanio † (menzionato nel 445)
- Timoteo † (menzionato nel 448 e 449)
- Eraclito † (prima del 451 - dopo il 458)
- Anonimo † (menzionato nel 518)

### Vescovi titolari
- Pedro del Cañizo Losa y Valera † (21 settembre 1726 - ? deceduto)
- Józef Krystofowicz † (28 marzo 1809[4] - 26 febbraio 1816 deceduto)
- Francisco de Sales Crespo y Bautista † (23 dicembre 1861[5] - 5 luglio 1875 nominato vescovo di Mondoñedo)[6]
- Pierre-Marie Le Berre, C.S.Sp. † (7 settembre 1877 - 16 luglio 1891 deceduto)[7]
- Claude-Marie Dubuis † (21 gennaio 1893[8] - 22 maggio 1895 deceduto)
- Alfredo Peri-Morosini † (12 aprile 1904 - 27 luglio 1931 deceduto)[9]
- Jean-Édouard-Lucien Rupp † (28 ottobre 1954 - 9 giugno 1962 nominato vescovo di Monaco)
- Hugo Aufderbeck † (19 giugno 1962 - 17 gennaio 1981 deceduto)